# Luce Fabbri
Luce Fabbri Sbriccoli (Roma, 25 de juliol de 1908 - Montevideo, 19 d'agost de 2000) fou una pensadora anarquista i educadora uruguaiana d'origen italià. Era filla del també anarquista Luigi Fabbri.
Va néixer a Roma el 1908, Itàlia, filla del militant anarquista Luigi Fabbri i de la seva dona Blanca Sbriccoli. Va emigrar al costat dels seus pares i el seu germà a Montevideo el 1929. Va ser coneguda a l'Uruguai per introduir l'ensenyament del llatí i del grec, fins a aquesta data només relegats a l'àmbit religiós.
Doctora en lletres per la Universitat de Bolonya (1928), va ser professora de llatí, grec i italià en centres educatius de Montevideo. El 1949 es va incorporar a la Facultat d'Humanitats i Ciències de l'Educació de la Universitat de la República, on va ser professora de literatura italiana durant quatre dècades.
El 2008 la Universitat de la República va organitzar un acte en commemoració dels cent anys del seu naixement.

## Obres
- Camisas negras, Edicions Nervio, Buenos Aires 1935;
- Gli anarchici e la rivoluzione spagnola, Carlo Frigerio Editore, Lugano 1938;
- La libertà nelle crisi rivoluzionarie, Edizioni Studi Sociali, Montevideo 1947;
- El totalitarismo entre las dos guerras, Edicions Unión Socialista Libertaria, Buenos Aires 1948;
- L'anticomunismo, l'antimperialismo e la pace, Edizioni di Studi Sociali, Montevideo 1949;
- La strada, Edizioni Studi Sociali, Montevideo 1952;
- Sotto la minaccia totalitaria, Edizioni RL, Nàpols 1955;
- Problemi d'oggi, Edizioni RL, Nàpols 1958;
- La libertad entre la historia y la utopía, Edicions Unión Socialista Libertaria, Rosario 1962;
- El anarquismo: mas allá de la democracia, Editorial Reconstruir, Buenos Aires 1983;
- Luigi Fabbri. Storia d'un uomo libero, BFS, Pisa 1996;
- Una strada concreta verso l'utopia, Samizdat, Pescara 1998;
- La libertad entre la historia y la utopía. Tres ensayos y otros textos del siglo XX, Barcelona 1998.

### Crítica literària
- L'influenza della letteratura italiana sulla cultura rioplatense (1810-1853), Ediciones Nuestro Tiempo, Montevideo 1966;
- L'influenza della letteratura italiana sulla cultura rioplatense (1853-1915), Editorial Lena & Cia. S. A., Montevideo 1967;
- La poesia de Leopardi, Institut Italià de Cultura, Montevideo 1971;
- Machiavelli escritor, Institut Italià de Cultura, Montevideo 1972;
- La Divina Comedia de Dante Alighieri, Universitat de la Republica, Montevideo 1994.